# Alexandre Bella Ola
Alexandre Bella Ola est un chef camerounais, propriétaire du restaurant Rio Dos Camaraos à Montreuil et du traiteur Moussa l'Africain,.

## Biographie
Alexandre Bella Ola naît en 1959 à Yaoundé, au Cameroun. Son père ; Théodore Bella Ola, est cuisinier et maître d'hôtel, et rêve de devenir propriétaire de son propre restaurant.
Il est le père du rappeur Ichon.
Bella Ola étudie le théâtre à Nantes puis à la Sorbonne et au Conservatoire national supérieur d'art dramatique, souhaitant devenir marionnettiste. Il devient animateur de centre aéré pendant une douzaine d'années.
En 1995, sa femme Vicky et lui ouvrent un restaurant à Montreuil, le Rio dos Camaros (« Rivière des crevettes »), qui est le nom d'origine du Cameroun. Après six mois, le restaurant, dont la carte est considérée trop répétitive, manque de faire faillite. Sa femme fait tourner le restaurant alors qu'il commence à se former professionnellement chez Joël Robuchon. Il sort ensuite le livre Cuisine actuelle de l'Afrique noire en 2003, qui remporte le Grand Prix World Cookbook Awards, catégorie Cuisine étrangère.
À la suite de ce prix, Jean-Luc Petitrenaud l'invite à ses émissions sur Europe 1 et à la télévision. Il passe ensuite dans C dans l'air, présenté par Yves Calvi, et son restaurant gagne tant en popularité qu'il décide de s'installer à Paris. En 2009, Bella Ola ouvre le traiteur Moussa l'Africain Avenue Corentin-Cariou à Paris,, puis une autre antenne dans le quartier des Halles de Paris. Il y donne également des cours de cuisine africaine.
En 2020, il sort le livre Mafé, Yassa et Gombo, la cuisine africaine d’Alexandre.

## Prix et récompenses
- Grand Prix World Cookbook Awards, catégorie Cuisine étrangère, 2003[5]

## Œuvres
- Cuisine actuelle de l'Afrique noire, 2003
- La Cuisine de Moussa, 2010
- Mafé, Yassa et Gombo, la cuisine africaine d’Alexandre, 2020